# فرنسيس ر. بايرز
فرنسيس ر. بايرز هو سياسي أمريكي، ولد في 30 مارس 1920، وتوفي في 11 مارس 1993. نشط حزبياً في الحزب الجمهوري. وقد انتخب عضو جمعية ولاية ويسكونسن ‏.